# Центральная усадьба совхоза «Уваровский»
Центральная усадьба совхоза «Уваровский» — посёлок в Иссинском районе Пензенской области, входит в состав Уваровского сельсовета.

## География
Расположен на берегу реки Сухой Широкоис в 3 км на северо-запад от центра сельсовета села Уварово и в 17 км на юго-запад от райцентра посёлка Исса.

## История
Основан между 1911 и 1926 гг. В 1926 г. – пос. Уваровский №2 Уваровского сельсовета Царевщинской волости Пензенского уезда. С 1928 года посёлок входил в состав Уваровского сельсовета Иссинского района Пензенского округа Средне-Волжской области (с 1939 года — в составе Пензенской области). В 1959 г. – центральная усадьба совхоза «Иссинский» в составе Уваровского сельсовета. В 1980-е гг. — административный центр Николаевского сельсовета. С 2010 года — в составе Уваровского сельсовета.

## Население
| 1926 | 1930 | 1959 | 1979 | 1989 | 1996 | 2002 |
| ---- | ---- | ---- | ---- | ---- | ---- | ---- |
| 40   | ↗43  | ↗983 | ↘667 | ↘594 | ↘561 | ↘433 |
| 2010 |      |      |      |      |      |      |
| ↘322 |      |      |      |      |      |      |